# Südostdeutsche Fußballmeisterschaft 1928/29

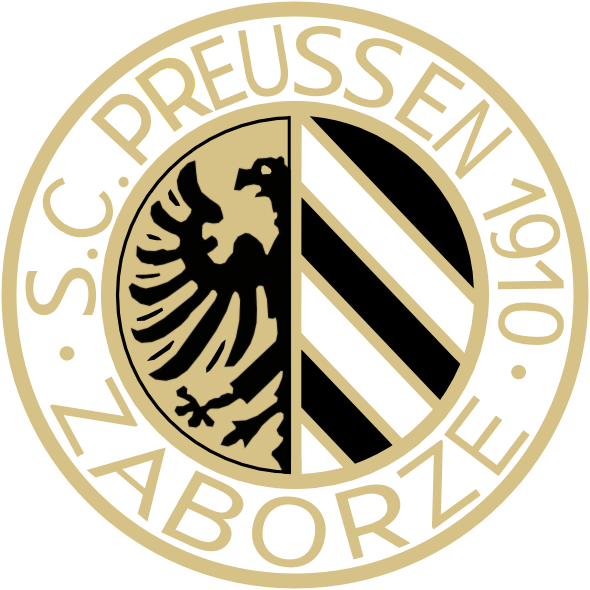
SC Preußen Zaborze – Südostdeutscher Meister 1929

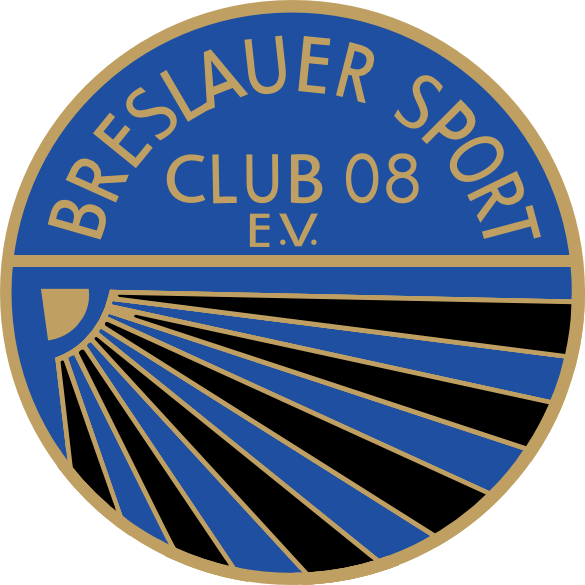
Breslauer SC 08 – Südostdeutscher Vizemeister 1929

Die südostdeutsche Fußballmeisterschaft 1928/29 war die achtzehnte Austragung der südostdeutschen Fußballmeisterschaft des Südostdeutschen Fußball-Verbandes (SOFV). Die Meisterschaft gewann zum ersten Mal der SC Preußen Zaborze nach Punkten im Endrundenturnier. Durch den Gewinn dieser Verbandsmeisterschaft qualifizierten sich der Verein für die deutsche Fußballmeisterschaft 1928/29, bei der er nach einer 1:8-Niederlage im Gleiwitzer Jahnstadion gegen Hertha BSC ausschied.
Der Breslauer SC 08 setzte sich in den Entscheidungsspielen als Vizemeister durch und durfte ebenfalls an der diesjährigen deutschen Meisterschaft teilnehmen. Im Achtelfinale schlugen die Breslauer den VfB Königsberg in Königsberg mit 1:2. Gegner im Viertelfinale war der süddeutsche Vizemeister FC Bayern München. Nach einem engen Spiel konnten die Münchner zu Hause mit 4:3 nach Verlängerung besiegt werden und somit der Einzug ins Halbfinale gefeiert werden. Maßgeblich an diesem Erfolg der Breslauer beteiligt war der Stürmer Fritz Blaschke, der für die Schlesier alle 3 Treffer in der regulären Spielzeit erzielte. Im Halbfinale erwies sich jedoch der spätere Deutsche Meister SpVgg Fürth als zu stark und Breslau verlor im Frankfurter Waldstadion mit 6:1. Das Erreichen des Halbfinales bei der deutschen Meisterschaft stellt den größten Erfolg für ein Verein aus dem Südostdeutschen Fußball-Verband da. Die Vereinigten Breslauer Sportfreunde konnten 1920 zwar ebenfalls das Halbfinale erreichen, jedoch begann diese Meisterschaft auf Grund der kleineren Anzahl an Mannschaften erst im Viertelfinale.

## Modus
Die Fußballmeisterschaft wurde in diesem Jahr erneut in sechs regionalen Meisterschaften ausgespielt, deren Sieger für die Endrunde qualifiziert waren.
| Bezirk          | Bezirksmeister      | Bezirkseinteilung                                                      |
| --------------- | ------------------- | ---------------------------------------------------------------------- |
| Niederlausitz   | Cottbuser FV 1898   |                                                                        |
| Oberlausitz     | Saganer SV          |                                                                        |
| Niederschlesien | VfB Liegnitz        |                                                                        |
| Mittelschlesien | Breslauer SC 08     | Breslau (Kreis I, Kreis II), Oels-Namslau, Brieg, Obernigk-Trachenberg |
| Oberschlesien   | Beuthener SuSV 09   |                                                                        |
| Bergland        | SV Silesia Freiburg | Ost, West                                                              |

## Bezirksliga Niederlausitz
Die Bezirksliga Niederlausitz wurde in einer Gruppe ausgetragen. Der Cottbuser FV 1898 wurde zum fünften Mal Niederlausitzer Meister und qualifizierte sich somit für die südostdeutsche Meisterschaftsendrunde. Auch der FC Viktoria Forst qualifizierte sich als Vizemeister für die Endrunde in Südostdeutschland.
| Pl. | Verein                     | Sp. | S  | U | N  | Tore    | Quote | Punkte |
| --- | -------------------------- | --- | -- | - | -- | ------- | ----- | ------ |
| 1.  | Cottbuser FV 98            | 14  | 11 | 0 | 3  | 034:280 | 1,21  | 22:60  |
| 2.  | FC Viktoria Forst          | 14  | 9  | 1 | 4  | 037:270 | 1,37  | 19:90  |
| 3.  | FV Brandenburg Cottbus (M) | 14  | 7  | 3 | 4  | 047:240 | 1,96  | 17:11  |
| 4.  | FC Askania Forst           | 14  | 7  | 3 | 4  | 038:270 | 1,41  | 17:11  |
| 5.  | SC Wacker Ströbitz         | 14  | 7  | 1 | 6  | 041:370 | 1,11  | 15:13  |
| 6.  | FC Deutschland Forst       | 14  | 4  | 1 | 9  | 040:420 | 0,95  | 09:19  |
| 7.  | SC Union Cottbus           | 14  | 3  | 1 | 10 | 024:540 | 0,44  | 07:21  |
| 8.  | VfB Forst (N)              | 14  | 1  | 4 | 9  | 019:410 | 0,46  | 06:22  |

| (M) | Titelverteidiger Bezirk    |
| (N) | Aufsteiger aus der Gauliga |

### Relegationsspiele
Die Sieger der drei zweitklassigen Gauligen trafen in einer Finalrunde aufeinander, um den Teilnehmer an den Relegationsspielen gegen den Achtplatzierten der Bezirksliga zu ermitteln.
Gauliga Meisterschaft (2. Klasse):
| Pl. | Verein                                         | Sp. | S | U | N | Tore    | Quote | Punkte |
| --- | ---------------------------------------------- | --- | - | - | - | ------- | ----- | ------ |
| 1.  | VfB Weißwasser (Sieger Gauliga Cottbus)        | 4   | 3 | 0 | 1 | 009:700 | 1,29  | 06:20  |
| 2.  | SV Amicitia Forst (Sieger Gauliga Forst)       | 4   | 2 | 1 | 1 | 012:100 | 1,20  | 05:30  |
| 3.  | SV Hoyerswerda 19 (Sieger Gauliga Senftenberg) | 4   | 0 | 1 | 3 | 004:800 | 0,50  | 01:70  |

Relegationsspiele:

Das Hinspiel fand am 23. Juni 1929 in Forst, das Rückspiel am 7. Juli 1929 in Weißwasser statt.
|                                     | Gesamt |                                  | Hinspiel | Rückspiel |
| ----------------------------------- | ------ | -------------------------------- | -------- | --------- |
| VfB 1901 Forst (Achter Bezirksliga) | 4:11   | VfB Weißwasser (Sieger Gauligen) | 2:7      | 2:4       |

## A-Liga Oberlausitz
Die Bezirksliga Oberlausitz wurde mit folgendem Tabellenstand beendet. Der Saganer SV wurde zum fünften Mal Oberlausitzer Fußballmeister. Erstmals seit dieser Saison durfte auch der Vizemeister an der südostdeutschen Endrunde teilnehmen, so dass sich der STC Görlitz ebenso für diese qualifizierte.
| Pl. | Verein                   | Sp. | S  | U | N  | Tore    | Quote | Punkte |
| --- | ------------------------ | --- | -- | - | -- | ------- | ----- | ------ |
| 1.  | Saganer SV               | 14  | 10 | 2 | 2  | 036:190 | 1,89  | 22:60  |
| 2.  | STC Görlitz              | 14  | 10 | 1 | 3  | 056:260 | 2,15  | 21:70  |
| 3.  | Gelb-Weiß Görlitz (M)    | 14  | 10 | 0 | 4  | 048:320 | 1,50  | 20:80  |
| 4.  | SC Halbau (N)            | 14  | 5  | 1 | 8  | 034:310 | 1,10  | 11:17  |
| 5.  | VfB Sorau                | 14  | 4  | 3 | 7  | 025:360 | 0,69  | 11:17  |
| 6.  | Sportfreunde Seifersdorf | 14  | 5  | 1 | 8  | 020:400 | 0,50  | 11:17  |
| 7.  | Laubaner SV              | 14  | 4  | 2 | 8  | 033:460 | 0,72  | 10:18  |
| 8.  | VfB Bunzlau              | 14  | 3  | 0 | 11 | 025:470 | 0,53  | 06:22  |

| (M) | Titelverteidiger Bezirk   |
| (N) | Aufsteiger aus der B-Liga |

Relegationsspiele:
Das Hinspiel fand am 28. Juli 1929 in Bunzlau, das Rückspiel am 4. August 1929 in Kunzendorf statt.
|                                  | Gesamt |                               | Hinspiel | Rückspiel |
| -------------------------------- | ------ | ----------------------------- | -------- | --------- |
| VfB Bunzlau (Achter Bezirksliga) | 2:6    | SC Kunzendorf (Sieger B-Liga) | 2:2      | 0:4       |

## Bezirksliga Niederschlesien
Die niederschlesische Meisterschaft wurde diese Saison in einer Gruppe ausgespielt, es gewann zum dritten Mal hintereinander der VfB Liegnitz.

### Abschlusstabelle
| Pl. | Verein                             | Sp. | S  | U | N  | Tore    | Quote | Punkte |
| --- | ---------------------------------- | --- | -- | - | -- | ------- | ----- | ------ |
| 1.  | VfB Liegnitz (M)                   | 16  | 14 | 2 | 0  | 068:110 | 6,18  | 30:20  |
| 2.  | FC Blitz Liegnitz                  | 16  | 10 | 2 | 4  | 045:300 | 1,50  | 22:10  |
| 3.  | DSC Neusalz                        | 16  | 9  | 3 | 4  | 047:350 | 1,34  | 21:11  |
| 4.  | SC Preußen 1911 Glogau             | 16  | 8  | 0 | 8  | 039:420 | 0,93  | 16:16  |
| 5.  | Vereinigte Grünberger Sportfreunde | 16  | 7  | 2 | 7  | 037:400 | 0,93  | 16:16  |
| 6.  | SpVgg 1896 Liegnitz                | 16  | 6  | 2 | 8  | 031:370 | 0,84  | 14:18  |
| 7.  | Vgt. Sportfreunde Preußen Wohlau   | 16  | 5  | 1 | 10 | 025:600 | 0,42  | 11:21  |
| 8.  | SC Jauer                           | 16  | 4  | 1 | 11 | 036:390 | 0,92  | 09:23  |
| 9.  | SpVgg Blau-Weiß Züllichau          | 16  | 2  | 1 | 13 | 014:480 | 0,29  | 05:27  |

| (M) | Titelverteidiger Bezirk |

### Relegationsrunde
Die beiden letztplatzierten Mannschaften der Bezirksliga spielten mit dem Sieger der Endrunde der 1. Klassen-Meisterschaft eine Relegationsrunde. Der Sieger spielte nächstes Jahr in der Bezirksliga.
| Pl. | Verein                    | Sp. | S | U | N | Tore    | Quote | Punkte |
| --- | ------------------------- | --- | - | - | - | ------- | ----- | ------ |
| 1.  | SC Schlesien Haynau       | 4   | 3 | 0 | 1 | 013:400 | 3,25  | 06:20  |
| 2.  | SC Jauer                  | 4   | 3 | 0 | 1 | 016:500 | 3,20  | 06:20  |
| 3.  | SpVgg Blau-Weiß Züllichau | 4   | 0 | 0 | 4 | 003:230 | 0,13  | 0:80   |

Entscheidungsspiel Platz 1:
| Datum         |          | Ergebnis |                     | Ort      |
| ------------- | -------- | -------- | ------------------- | -------- |
| 30. Juni 1929 | SC Jauer | 2:1      | SC Schlesien Haynau | Liegnitz |

## 1. Klasse Mittelschlesien
Die mittelschlesische Meisterschaft wurde zuerst in vier Gauen ausgetragen, deren Sieger für die Finalrunde qualifiziert waren. Zusätzlich qualifizierten sich die Zweitplatzierten der Gaue Breslau I, Breslau II, Brieg und Oels-Namslau sowie der Verlierer des Entscheidungsspiels im Gau Breslau für die Runde der Zweitplatzierten und spielten den Mittelschlesischen Vizemeister aus, der ebenfalls an der Endrunde um die südostdeutsche Meisterschaft teilnehmen durfte. Der Breslauer SC 08 wurden zum vierten Mal Mittelschlesischer Meister. Als Vizemeister setzte sich die Breslauer SpVgg 05 Komet durch.

### A-Liga Breslau
Die A-Liga Breslau wurde in dieser Spielzeit in zwei Gruppen ausgetragen, deren Sieger in einem Finale den Breslauer Meister ausspielten. Zur kommenden Spielzeit wurde die Liga wieder in einer Gruppe ausgetragen.

#### Kreis 1
| Pl. | Verein                   | Sp. | S | U | N | Tore    | Quote | Punkte |
| --- | ------------------------ | --- | - | - | - | ------- | ----- | ------ |
| 1.  | Breslauer SC 08 (M, SOM) | 10  | 8 | 2 | 0 | 042:800 | 5,25  | 18:20  |
| 2.  | VfB Breslau              | 10  | 4 | 3 | 3 | 023:180 | 1,28  | 11:90  |
| 3.  | SC Vorwärts Breslau      | 10  | 4 | 3 | 3 | 018:230 | 0,78  | 11:90  |
| 4.  | VfR 1897 Breslau         | 10  | 3 | 4 | 3 | 016:240 | 0,67  | 10:10  |
| 5.  | SC Hertha Breslau        | 10  | 2 | 4 | 4 | 012:150 | 0,80  | 08:12  |
| 6.  | VSV Union Wacker Breslau | 10  | 0 | 2 | 8 | 009:320 | 0,28  | 02:18  |

| (SOM) | Südostdeutscher Titelverteidiger |
| (M)   | Titelverteidiger Bezirk          |

Entscheidungsspiel Platz 2:
| Datum             |             | Ergebnis |                     | Ort     |
| ----------------- | ----------- | -------- | ------------------- | ------- |
| 23. Dezember 1928 | VfB Breslau | 1:2      | SC Vorwärts Breslau | Breslau |

#### Kreis 2
| Pl. | Verein                            | Sp. | S | U | N | Tore    | Quote | Punkte |
| --- | --------------------------------- | --- | - | - | - | ------- | ----- | ------ |
| 1.  | Vereinigte Breslauer Sportfreunde | 10  | 6 | 2 | 2 | 019:100 | 1,90  | 14:60  |
| 2.  | Breslauer SpVgg Komet 05          | 10  | 7 | 0 | 3 | 020:130 | 1,54  | 14:60  |
| 3.  | SC Schlesien 1901-Rapid Breslau   | 10  | 5 | 2 | 3 | 019:150 | 1,27  | 12:80  |
| 4.  | Breslauer FV Stern 06             | 10  | 5 | 0 | 5 | 017:220 | 0,77  | 10:10  |
| 5.  | SC Alemannia Breslau              | 10  | 3 | 1 | 6 | 019:190 | 1,00  | 07:13  |
| 6.  | SC Germania Breslau (N)           | 10  | 1 | 1 | 8 | 011:260 | 0,42  | 03:17  |

| (N) | Aufsteiger aus der B-Liga |

Entscheidungsspiel Platz 1:
| Datum             |                             | Ergebnis |                          | Ort     |
| ----------------- | --------------------------- | -------- | ------------------------ | ------- |
| 23. Dezember 1928 | Vgt. Breslauer Sportfreunde | 4:1      | Breslauer SpVgg Komet 05 | Breslau |

#### Finale Breslau
Der Sieger durfte an der mittelschlesischen Meisterschaftsendrunde teilnehmen, der Verlierer war für die Endrunde zum 2. Teilnehmer qualifiziert. Da das Spiel erst später stattfand, wurde aus Terminnot bereits vorher der Breslauer SC 08 als Teilnehmer zur Endrunde um die Bezirksmeisterschaft bestimmt.
| Datum           |                 | Ergebnis |                             | Ort     |
| --------------- | --------------- | -------- | --------------------------- | ------- |
| 11. August 1929 | Breslauer SC 08 | 4:2      | Vgt. Breslauer Sportfreunde | Breslau |

### Gau Oels-Namslau
Aus dieser Liga qualifizierten sich die jeweils bestplatzierte Mannschaft aus dem Bereich Oels und Namslau für die mittelschlesische Endrunde. Aus Terminnot wurden die Sportfreunde Preußen Konstadt als bester Verein des Gaues Namslau zur Endrunde um die Bezirksmeisterschaft gemeldet.
| Pl. | Verein                           | Sp. | S  | U | N  | Tore    | Quote | Punkte |
| --- | -------------------------------- | --- | -- | - | -- | ------- | ----- | ------ |
| 1.  | SSC 1901 Oels                    | 16  | 12 | 3 | 1  | 064:260 | 2,46  | 27:50  |
| 2.  | Reichsbahn SV Schlesien Oels (N) | 16  | 9  | 4 | 3  | 036:180 | 2,00  | 22:10  |
| 3.  | VfR Oels                         | 16  | 9  | 1 | 6  | 028:270 | 1,04  | 19:13  |
| 4.  | SC Preußen Festenberg            | 15  | 8  | 0 | 7  | 032:280 | 1,14  | 16:14  |
| 5.  | SpVgg 08 Oels                    | 15  | 6  | 4 | 5  | 022:330 | 0,67  | 16:14  |
| 6.  | SC Preußen Namslau               | 16  | 7  | 2 | 7  | 025:250 | 1,00  | 16:16  |
| 7.  | Sportfreunde Preußen Konstadt    | 15  | 6  | 1 | 8  | 032:320 | 1,00  | 13:17  |
| 8.  | Sportfreunde Bernstadt           | 15  | 2  | 2 | 11 | 027:550 | 0,49  | 06:24  |
| 8.  | FV Militsch (N)                  | 16  | 2  | 1 | 13 | 011:330 | 0,33  | 05:27  |

| (N) | Aufsteiger aus der 2. Klasse |

### Gau Brieg
| Pl. | Verein                 | Sp. | S | U | N | Tore    | Quote | Punkte |
| --- | ---------------------- | --- | - | - | - | ------- | ----- | ------ |
| 1.  | SpVgg 1910 Brieg       | 7   | 6 | 0 | 1 | 029:700 | 4,14  | 12:20  |
| 2.  | Sportfreunde Ohlau (N) | 7   | 3 | 1 | 3 | 017:230 | 0,74  | 07:70  |
| 3.  | SC Brega Brieg         | 5   | 2 | 1 | 2 | 016:120 | 1,33  | 05:50  |
| 4.  | SSC Brieg              | 4   | 2 | 0 | 2 | 009:190 | 0,47  | 04:40  |
| 5.  | SC Preußen Brieg       | 7   | 1 | 0 | 6 | 011:210 | 0,52  | 02:12  |

| (N) | Aufsteiger aus der 2. Klasse |

### Gau Obernigk-Trachenberg
Es sind nur die Tabellenstände überliefert. Der Sieger qualifizierte sich für die mittelschlesische Meisterschaftsendrunde.
| Pl. | Verein                           |
| --- | -------------------------------- |
| 1.  | SC Obernigk                      |
| 2.  | TV Gut Heil Prausnitz            |
| 3.  | SV Trachenberg                   |
| 4.  | Vereinigte Sportfreunde Schebitz |

### Mittelschlesische Bezirksmeisterschaft
Vorrunde:
| Datum             |                                         | Ergebnis |                                               | Ort  |
| ----------------- | --------------------------------------- | -------- | --------------------------------------------- | ---- |
| 23. Dezember 1928 | SSC 1901 Oels (Sieger Gau Oels-Namslau) | 5:2      | SC Obernigk (Sieger Gau Obernigk-Trachenberg) | Oels |

Zwischenrunde:
| Datum             |                                                            | Ergebnis |                                      | Ort      |
| ----------------- | ---------------------------------------------------------- | -------- | ------------------------------------ | -------- |
| 30. Dezember 1928 | Sportfreunde Preußen Konstadt (Teilnehmer Bereich Namslau) | 1:9      | Breslauer SC 08 (Sieger Gau Breslau) | Konstadt |
| 30. Dezember 1928 | SSC 1901 Oels (Sieger Gau Oels-Namslau)                    | 1:0      | SpVgg 1910 Brieg (Sieger Gau Brieg)  | Oels     |

Finale:
| Datum          |                 | Ergebnis |               | Ort     |
| -------------- | --------------- | -------- | ------------- | ------- |
| 6. Januar 1929 | Breslauer SC 08 | 5:1      | SSC 1901 Oels | Breslau |

### Endrunde um den 2. Teilnehmer
Um den zweiten Teilnehmer an der südostdeutschen Meisterschaftsendrunde zu ermitteln, entschied sich der Verband, ein extra Turnier auszurichten. Qualifiziert waren die Zweitplatzierten der Gaue Breslau I, Breslau II, der Verlierer des Gauendspiels Breslau und der Bezirksprovinzpokalsieger.
Endspiel um den Bezirksprovinzpokal:
| Datum             |                | Ergebnis |                              | Ort   |
| ----------------- | -------------- | -------- | ---------------------------- | ----- |
| 23. Dezember 1928 | SC Brega Brieg | 4:2      | Reichsbahn SV Schlesien Oels | Brieg |

Vorrunde:
| Datum             |                     | Ergebnis |                             | Ort       |
| ----------------- | ------------------- | -------- | --------------------------- | --------- |
| 30. Dezember 1928 | SC Vorwärts Breslau | 0:1      | Breslauer SpVgg Komet 05    | Grüneiche |
| 30. Dezember 1928 | SC Brega Brieg      | 4:3      | Vgt. Breslauer Sportfreunde | Brieg     |

Finale:
| Datum           |                          | Ergebnis |                | Ort     |
| --------------- | ------------------------ | -------- | -------------- | ------- |
| 13. Januar 1929 | Breslauer SpVgg Komet 05 | 1:0      | SC Brega Brieg | Breslau |

## Bezirksliga Oberschlesien
Die oberschlesische Meisterschaft wurde in dieser Saison in einer Gruppe ausgetragen. Der Beuthener SuSV 09 wurde zum sechsten Mal Oberschlesischer Meister. Seit dieser Saison war der Vizemeister ebenfalls für die Meisterschaftsendrunde des Südostdeutschen Fußball-Verbandes qualifiziert. Da Zweit- und Drittplatzierter punktgleich waren, wurde ein Entscheidungsspiel ausgetragen.
| Pl. | Verein                             | Sp. | S  | U | N  | Tore    | Quote | Punkte |
| --- | ---------------------------------- | --- | -- | - | -- | ------- | ----- | ------ |
| 1.  | Beuthener SuSV 09                  | 14  | 11 | 2 | 1  | 055:130 | 4,23  | 24:40  |
| 2.  | SpVgg Vorwärts-Rasensport Gleiwitz | 14  | 10 | 1 | 3  | 050:200 | 2,50  | 21:70  |
| 3.  | SC Preußen Zaborze (M)             | 14  | 10 | 1 | 3  | 038:230 | 1,65  | 21:70  |
| 4.  | VfB 1910 Gleiwitz                  | 14  | 6  | 3 | 5  | 031:230 | 1,35  | 15:13  |
| 5.  | SpVgg Deichsel Hindenburg          | 14  | 6  | 2 | 6  | 029:370 | 0,78  | 14:14  |
| 6.  | Vgt. Oppelner Sportfreunde         | 14  | 2  | 3 | 9  | 026:600 | 0,43  | 07:21  |
| 7.  | SV Preußen Ratibor                 | 14  | 2  | 2 | 10 | 023:380 | 0,61  | 06:22  |
| 8.  | SV Delbrückschächte Hindenburg     | 14  | 1  | 2 | 11 | 018:560 | 0,32  | 04:24  |

| (M) | Titelverteidiger Bezirk |

Entscheidungsspiel Platz 2:
| Datum           |                                    | Ergebnis |                    | Ort     |
| --------------- | ---------------------------------- | -------- | ------------------ | ------- |
| 20. Januar 1929 | SpVgg Vorwärts-Rasensport Gleiwitz | 3:5      | SC Preußen Zaborze | Beuthen |

## Bezirksklasse Bergland
Die Bezirksklasse Bergland wurde in zwei Gruppen ausgespielt. Bezirksmeister wurde der SV Silesia Freiburg, jedoch wurde aus Terminnot der SV Preußen Glatz bereits vorher als Teilnehmer an der südostdeutschen Meisterschaftsendrunde bestimmt.

### Bergland Ostkreis
| Pl. | Verein                             | Sp. | S | U | N | Tore    | Quote | Punkte |
| --- | ---------------------------------- | --- | - | - | - | ------- | ----- | ------ |
| 1.  | SV Preußen Glatz                   | 10  | 8 | 0 | 2 | 026:110 | 2,36  | 16:40  |
| 2.  | VfB Langenbielau                   | 10  | 6 | 2 | 2 | 026:120 | 2,17  | 14:60  |
| 3.  | VfR 1915 Schweidnitz (M)           | 10  | 3 | 2 | 5 | 014:160 | 0,88  | 08:12  |
| 4.  | SpVgg 1908 Reichenbach             | 10  | 3 | 2 | 5 | 013:210 | 0,62  | 08:12  |
| 5.  | Vereinigte Strehlener Sportfreunde | 10  | 4 | 0 | 6 | 013:320 | 0,41  | 08:12  |
| 6.  | RSV Hertha Münsterberg             | 10  | 3 | 0 | 7 | 013:130 | 1,00  | 06:14  |

| (M) | Titelverteidiger Bezirk      |
| (N) | Aufsteiger aus der 1. Klasse |

### Bergland Westkreis
| Pl. | Verein                                    | Sp. | S | U | N | Tore    | Quote | Punkteccdeff |
| --- | ----------------------------------------- | --- | - | - | - | ------- | ----- | ------------ |
| 1.  | SV Silesia Freiburg                       | 10  | 6 | 1 | 3 | 033:210 | 1,57  | 13:70        |
| 2.  | SV Preußen Schweidnitz (N)                | 10  | 6 | 1 | 3 | 023:230 | 1,00  | 13:70        |
| 3.  | Waldenburger SV 09                        | 10  | 5 | 2 | 3 | 041:210 | 1,95  | 12:80        |
| 4.  | SV Preußen Waldenburg-Altwasser           | 10  | 6 | 0 | 4 | 035:320 | 1,09  | 12:80        |
| 5.  | Schweidnitzer FV Manfred von Richthofen A | 10  | 4 | 0 | 6 | 031:360 | 0,86  | 08:12        |
| 6.  | STC Hirschberg                            | 10  | 1 | 0 | 9 | 019:490 | 0,39  | 02:18        |

Entscheidungsspiel Platz 1:
| Datum          |                     | Ergebnis |                        | Ort      |
| -------------- | ------------------- | -------- | ---------------------- | -------- |
| 14. April 1929 | SV Silesia Freiburg | 3:2      | SV Preußen Schweidnitz | Striegau |

### Entscheidungsspiele Abstieg
Spiel um Klassenerhalt:
| Datum          |                                           | Ergebnis |                                    | Ort         |
| -------------- | ----------------------------------------- | -------- | ---------------------------------- | ----------- |
| 14. April 1929 | RSV Hertha Münsterberg (Letzter Ostkreis) | B 1:3 B  | STC Hirschberg (Letzter Westkreis) | Schweidnitz |

Relegationsspiele:
Da der Sieger der 1.-Klasse-Endrunde, SV Preußen 1912 Bad Warmbrunn, auf die Teilnahme an der Relegation verzichtete, verblieb auch der STC Hirschberg in der Bezirksliga.

### Bezirksmeisterschaft Bergland
Das Hinspiel fand am 23. Juni 1929 in Freiburg in Schlesien, das Rückspiel am 7. Juli 1929 in Glatz statt. Auf Grund von Terminnot wurde jedoch der SV Preußen Glatz bereits vorher als Teilnehmer an der südostdeutschen Endrunde bestimmt. Die eigentliche Meisterschaft gewann Silesia Freiburg.
|                                        | Gesamt |                                    | Hinspiel | Rückspiel |
| -------------------------------------- | ------ | ---------------------------------- | -------- | --------- |
| SV Silesia Freiburg (Sieger Westkreis) | 4:0    | SV Preußen Glatz (Sieger Ostkreis) | 3:0      | 1:0       |

## Südostdeutsche Fußballendrunde
Die Endrunde um die südostdeutsche Fußballmeisterschaft wurde in der Saison 1928/29 zuerst im K.-o.-System ausgetragen. Die Sieger dieser Partien qualifizierten sich für die Meisterstaffel, bei der im Rundenturnier der Südostdeutsche Meister ausgespielt wurde. Die Verlierer der K.-o.-Spiele spielten ebenfalls ein Rundenturnier in der Verliererstaffel. Deren Sieger spielte dann gegen den Zweitplatzierten der Meisterstaffel um die südostdeutsche Vizemeisterschaft und somit ebenfalls um die Qualifikation zur deutschen Meisterschaft. Qualifiziert waren die Sieger der 6 Bezirksklassen, sowie die Vizemeister der Bezirksklassen Niederlausitz, Oberlausitz, Mittelschlesien und Oberschlesien.

### K.-o.-Spiele
| Datum           |                          | Ergebnis |                    | Ort      |
| --------------- | ------------------------ | -------- | ------------------ | -------- |
| 20. Januar 1929 | Breslauer SC             | 12:00    | SV Preußen Glatz   | Breslau  |
| 20. Januar 1929 | VfB Liegnitz             | 0:5      | Beuthener SuSV 09  | Liegnitz |
| 20. Januar 1929 | Cottbuser FV 1898        | 4:2      | Saganer SV         | Cottbus  |
| 20. Januar 1929 | STC Görlitz              | 1:4      | FC Viktoria Forst  | Görlitz  |
| 20. Januar 1929 | Breslauer SpVgg Komet 05 | 3:7      | SC Preußen Zaborze | Breslau  |

### Runde der Gewinner
| Pl. | Verein                | Sp. | S | U | N | Tore    | Quote | Punkte |
| --- | --------------------- | --- | - | - | - | ------- | ----- | ------ |
| 1.  | SC Preußen Zaborze    | 8   | 5 | 1 | 2 | 021:150 | 1,40  | 11:50  |
| 2.  | Breslauer SC 08 (SOM) | 8   | 5 | 0 | 3 | 024:150 | 1,60  | 10:60  |
| 3.  | FC Viktoria Forst     | 8   | 4 | 1 | 3 | 020:160 | 1,25  | 09:70  |
| 4.  | Beuthener SuSV 09     | 7   | 2 | 2 | 3 | 017:200 | 0,85  | 06:80  |
| 5.  | Cottbuser FV 1898     | 7   | 1 | 0 | 6 | 011:270 | 0,41  | 02:12  |

| (SOM) | südostdeutscher Titelverteidiger |

### Runde der Verlierer
| Pl. | Verein                   | Sp. | S | U | N | Tore    | Quote | Punkte |
| --- | ------------------------ | --- | - | - | - | ------- | ----- | ------ |
| 1.  | STC Görlitz              | 8   | 6 | 1 | 1 | 033:150 | 2,20  | 13:30  |
| 2.  | Breslauer SpVgg Komet 05 | 8   | 5 | 1 | 2 | 026:160 | 1,63  | 11:50  |
| 3.  | VfB Liegnitz             | 7   | 3 | 1 | 3 | 025:250 | 1,00  | 07:70  |
| 4.  | Saganer SV               | 8   | 2 | 1 | 5 | 017:270 | 0,63  | 05:11  |
| 5.  | SV Preußen Glatz         | 7   | 0 | 2 | 5 | 008:260 | 0,31  | 02:12  |

### Entscheidungsspiel zweiter Teilnehmer
Das Hinspiel fand am 20. Mai 1929 in Görlitz, das Rückspiel am 25. Mai 1929 in Breslau und das Entscheidungsspiel am 26. Mai 1929 in Breslau statt.
|             | Gesamt |                 | Hinspiel | Rückspiel | 3. Spiel |
| ----------- | ------ | --------------- | -------- | --------- | -------- |
| STC Görlitz | 06:17  | Breslauer SC 08 | 3:2      | 2:9       | 1:6      |